# مرغ حق ژاپنی
مرغ حق ژاپنی (نام علمی: Otus semitorques) نام یک گونه از سرده مرغ حق است.